# Khalid Ismaïl
Khalid Ismaïl Mubarak (7 de julho de 1965) é um ex-futebolista emiratense, que atuava como meia. Na epoca que jogou como futebolista, como todos os emiratenses, ele não é profissional, dividindo sua carreira de jogador como vice chefe do corpo de bombeiros de Dubai.

## Carreira
Khalid Ismaïl integrou a histórica Seleção Emiratense de Futebol da Copa do Mundo de 1990, marcando o primeiro gol do país naquela competição contra a Alemanha Ocidental na derrota de 5 a 1. 